# Kfz-Kennzeichen (Syrien)

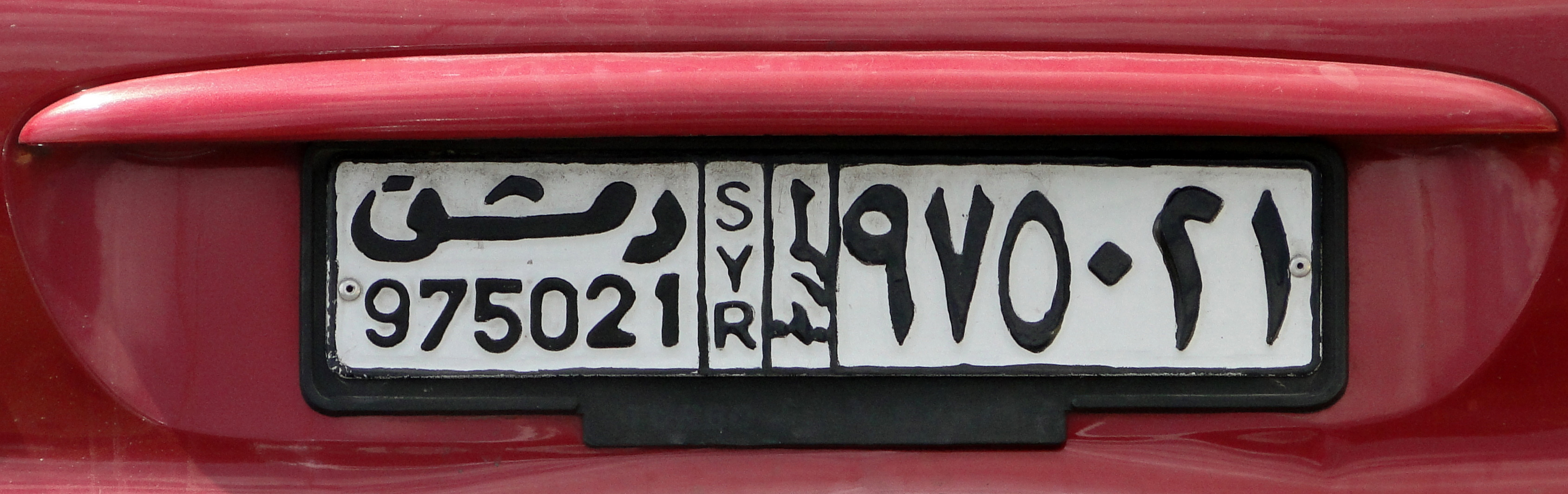
Kfz-Kennzeichen aus Syrien

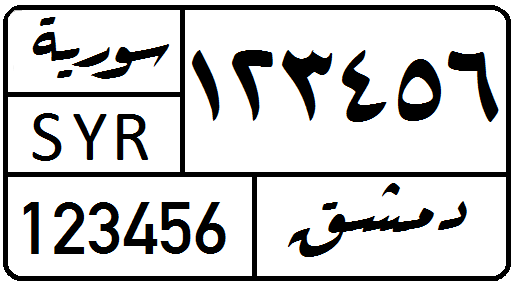
Zweizeiliges Kennzeichen

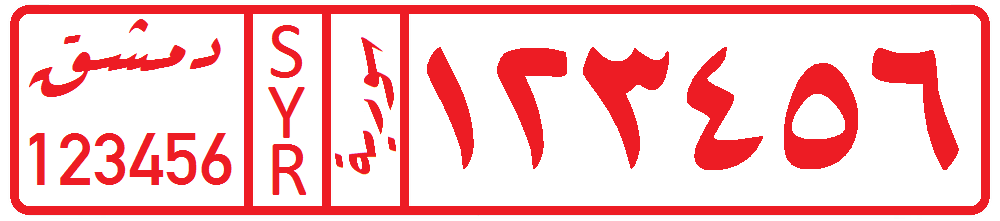
Kennzeichen für Taxis

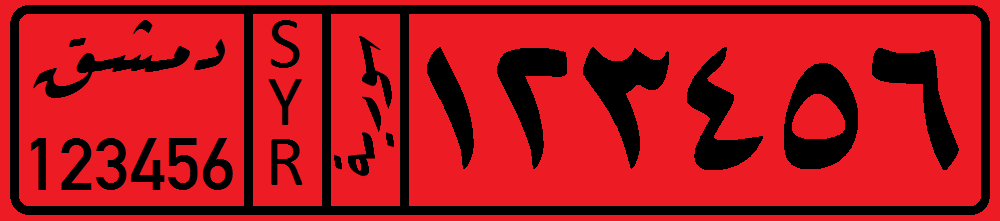
Kennzeichen für Fahrzeuge zum Personentransport

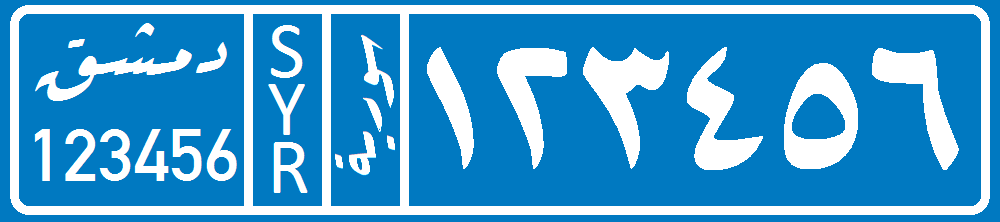
Kennzeichen für Mietfahrzeuge

Die syrischen Kfz-Kennzeichen besitzen seit 1997 eine schwarze Aufschrift auf weißem Hintergrund. Die Schilder sind viergeteilt. Im linken Feld findet sich unter dem Namen des Gouvernements in arabischer Schrift die eigentliche Registrierung bestehend aus maximal sechs Ziffern. Es folgen im zweiten Feld die übereinander angeordneten Buchstaben SYR als Abkürzung für den Landesnamen. Im dritten Teil des Schildes erscheinen die Buchstaben in arabischer Schrift und das vierte Feld wiederholt die Registrierung in arabischen Ziffern.

Es werden auch Schilder im US-Format ausgegeben. Kennzeichen für Privatfahrzeuge, die zum Personentransport genutzt werden (z. B. Taxis), zeigen eine rote Aufschrift. Bei öffentliche Fahrzeugen zum Personentransport ist der Hintergrund rot. Mietwagen besitzen blaue Nummernschilder mit weißer Aufschrift.
| Gouvernement            | Kennzeichen |
| ----------------------- | ----------- |
| Aleppo (حلب)            |             |
| Damaskus (دمشق)         |             |
| Darʿā (درعا)            |             |
| Deir ez-Zor (دیر الزور) |             |
| Hama (حماة)             |             |
| al-Hasaka (الحسکة)      |             |
| Homs (حمص)              |             |
| Idlib (ادلب)            |             |
| Latakia (اللاذقیة)      |             |
| al-Quneitra (القنيطرة)  |             |
| ar-Raqqa (الرقة)        |             |
| Rif Dimaschq (ریف دمشق) |             |
| as-Suwaida (السویداء)   |             |
| Tartus (طرطوس)          |             |